# Talisch

Talisch-Dialekte in Aserbaidschan (nördlich) und im Iran (südlich der Grenze).

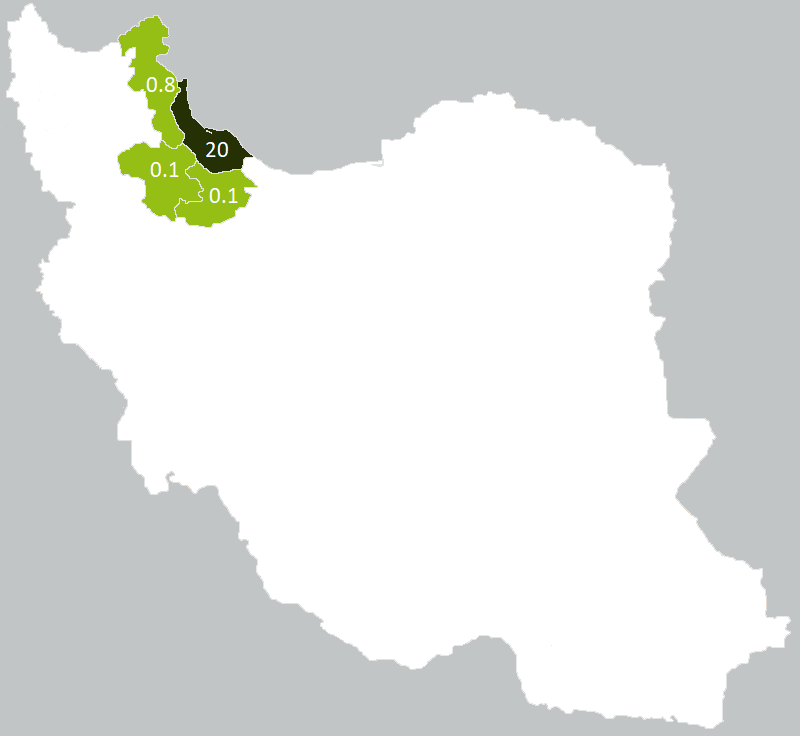
Anteil der Talisch-sprechenden Bevölkerung im Iran nach Provinzen in Prozent

Das Talisch ist eine iranische Sprache, die im aserbaidschanisch-iranischen Grenzgebiet entlang des Kaspischen Meeres gesprochen wird. Sie ist die Sprache der Talyschen. Das Talisch hat drei Dialekte, Nordtalisch (Aserbaidschan, Iran), Zentraltalisch (Iran) und Südtalisch (Iran). Das Nordtalisch war auch unter dem Namen Talish-i Gushtasbi bekannt. 